# Dicrodon guttulatum
Dicrodon guttulatum és una espècie de sauròpsid (rèptil) escatós de la família Teiidae originària de la costa nord del desert costaner del Perú.